# Алимова, Хайитжон Абдулла кизи
Хайитжон Абдулла кизи Алимова (узб. Hayitjon Abdulla qizi Alimova; 9 января 1992 года, Узбекистан) ― узбекская дзюдоистка-паралимпиец, выступавшая в весовой категории свыше 70 и свыше 78 кг. Серебряный призёр Летних Паралимпийских игр 2016 года, призёр Параазиатских игр и Кубка мира.

## Карьера
В 2011 году на этапе Кубка мира по дзюдо в Ташкенте в весовой категории до 78 кг в первом раунде проиграла казахской дзюдоистке Галии Улментаевой.
В 2014 году на Летних Параазиатских играх в Инчхоне (Республика Корея) в весовой категории свыше 78 кг выиграла серебряную медаль игр, проиграв в финале китайской дзюдоистке Юань Яньпин. В этом же году на Чемпионате Узбекистана в весовой категории свыше 78 кг выиграла бронзовую медаль.
В 2015 году на этапе Кубка мира по дзюдо среди слепых и слабовидящих в Эгере (Венгрия) выиграла бронзовую медаль в весовой категории свыше 70 кг. Однако на Всемирных играх среди слепых и слабовидящих в Сеуле (Республика Корея) в соревновании по дзюдо в весовой категории свыше 70 кг заняла лишь пятое место.
В 2016 году на Летних Паралимпийских играх в Рио-де-Жанейро (Бразилия) в весовой категории свыше 70 кг выиграла серебряную медаль, снова проиграв в финале китаянке Юань Яньпин. В этом же году указом президента Узбекистана Шавката Мирзиёева награждена званием «Заслуженный спортсмен Республики Узбекистан».